# Direcția Generală Protecție Civilă Europeană și Operațiuni de Ajutor Umanitar
Direcția Generală Protecție Civilă Europeană și Operațiuni de Ajutor Umanitar (DG ECHO), cunoscută anterior ca Oficiul de Ajutor Umanitar al Comunității Europene, este departamentul Comisiei Europene pentru ajutor umanitar de peste mări și pentru protecție civilă. Scopul său este de a salva și de a păstra viața, de a preveni și de a atenua suferința umană și de a proteja integritatea și demnitatea populațiilor afectate de dezastre naturale și de crize provocate de om. Din septembrie 2019, Janez Lenarčič⁠(d) este comisar pentru gestionarea crizelor în cadrul Comisiei Von der Leyen, iar de la 1 martie 2023, Maciej Popowski⁠(d) conduce organizația în calitate de director general.
Bugetul UE al departamentului, astfel cum este programat în cadrul financiar multianual (CFM) al UE pentru perioada 2021-2027, se ridică la un total de 9,76 miliarde EUR pentru toți cei șapte ani. Pentru 2021, Comisia Europeană a adoptat bugetul umanitar anual inițial de 1,4 miliarde EUR. Împreună cu statele sale membre, DG ECHO este unul dintre principalii donatori umanitari, alocând fonduri pentru milioane de persoane afectate de crize în peste 80 de țări.
Pentru intervențiile sale umanitare, DG ECHO finanțează de obicei operațiuni prin intermediul unei game largi de aproximativ 200 de parteneri ( ONG-uri, agenții ale ONU și organizații internaționale, precum Mișcarea Internațională de Cruce Roșie și Semilună Roșie. DG ECHO are o prezență puternică pe teren, cu o rețea de aproximativ 450 de angajați în peste 500 de birouri de teren răspândite în 40 de țări. Birourile de teren furnizează analize ale nevoilor existente și prognozate într-o anumită țară sau regiune, contribuie la elaborarea strategiilor de intervenție și la dezvoltarea politicilor, oferă sprijin tehnic operațiunilor finanțate de UE și asigură monitorizarea acestor intervenții și facilitează coordonarea donatorilor la nivel de teren.
Pe lângă finanțarea ajutorului umanitar, DG ECHO este, de asemenea, responsabilă de Mecanismul de protecție civilă al UE pentru coordonarea răspunsului la dezastre în Europa și în afara acesteia și contribuie cu cel puțin 75% din costurile de transport și/sau operaționale ale desfășurărilor. Înființat în 2001, mecanismul stimulează cooperarea între autoritățile naționale de protecție civilă din întreaga Europă. În prezent, 37 de țări sunt membre ale mecanismului; toate cele 27 de state membre ale UE, în plus față de Islanda, Norvegia, Serbia, Macedonia de Nord, Muntenegru, Turcia, Albania, Moldova, Ucraina și Bosnia și Herțegovina. Mecanismul a fost creat pentru a permite acordarea de asistență coordonată din partea statelor participante victimelor dezastrelor naturale și provocate de om în Europa și în alte părți.

## Istoric
Oficiul de Ajutor Umanitar al Comunității Europene (ECHO) a fost înființat în 1992 de a doua Comisie Delors. Odată cu desființarea Comunității Europene în 2009, biroul a început să fie cunoscut ca Departamentul de ajutor umanitar și protecție civilă al Comisiei Europene sau al Uniunii Europene, dar și-a păstrat abrevierea ECHO.
După ce UE a primit Premiul Nobel pentru Pace în 2012, Comisia Barroso a acceptat banii din premiu în numele UE și i-a alocat unei noi inițiative numită Children of Peace. Aproximativ 2 milioane EUR au fost rezervate pentru proiectele Children of Peace în 2013. Suma a fost majorată la 4 milioane EUR în 2014.

## Mandat și principii

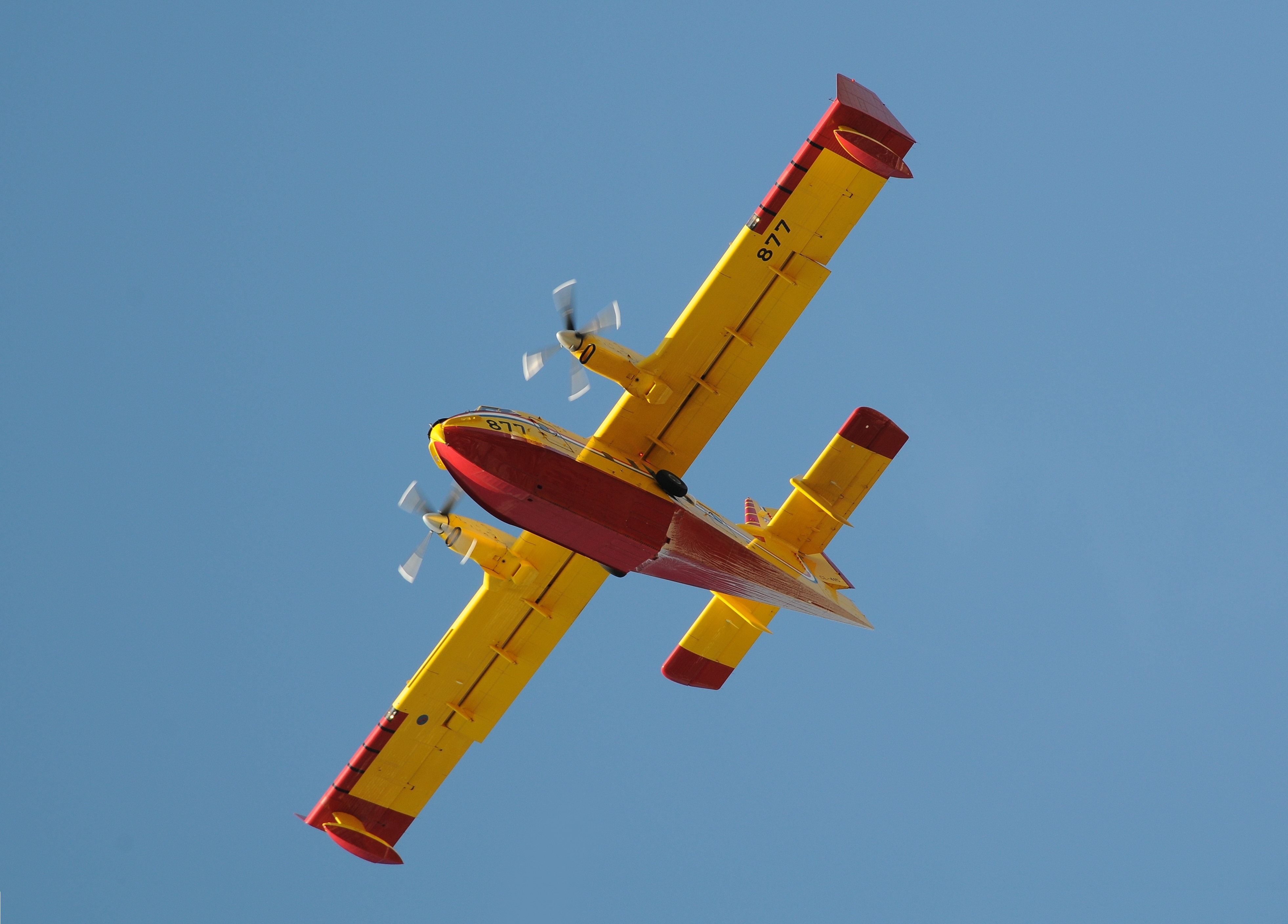
Avioanele de combatere a incendiilor pot fi mobilizate în toate țările participante.

Mandatul DG ECHO este de a oferi asistență și ajutor de urgență (sub formă de bunuri și servicii) victimelor conflictelor și dezastrelor naturale sau provocate de om din afara UE. Mandatul său de protecție civilă se extinde, de asemenea, la acțiuni de prevenire și pregătire pentru dezastre, precum și la operațiuni de răspuns și postcriză în interiorul UE și în întreaga lume.
Ajutorul umanitar european și operațiunile umanitare finanțate de UE se bazează pe respectarea dreptului internațional, în special a dreptului internațional umanitar, și a principiilor umanitare de umanitate, neutralitate, imparțialitate și independență.
Umanitatea înseamnă că suferința umană trebuie abordată oriunde se găsește, acordându-se o atenție deosebită celor mai vulnerabili; neutralitatea înseamnă că ajutorul umanitar nu trebuie să favorizeze nicio parte într-un conflict armat sau în altă dispută; imparțialitatea înseamnă că ajutorul umanitar trebuie furnizat exclusiv pe baza nevoilor, fără discriminare; iar independența înseamnă autonomia obiectivelor umanitare față de obiectivele politice, economice, militare sau de altă natură.
În 2007, la inițiativa comisarului Louis Michel, Comisia Europeană a adoptat un „Consens european privind ajutorul umanitar” care constituie primul text politic european de referință privind ajutorul umanitar. ONG-urile au participat activ la elaborarea Consensului european și acesta poate fi considerat „cel mai cuprinzător text și cea mai apropiată poziție comună a ONG-urilor”. Consensul european reafirmă principiile umanitare de umanitate, neutralitate, imparțialitate și independență. De asemenea, acesta stipulează că „ajutorul umanitar nu este un instrument de gestionare a crizelor”.
După adoptarea sa, Consensul a servit drept punct de referință privind rolul ajutorului umanitar în cadrul acțiunii externe mai ample a UE. Acest lucru a fost reafirmat în cadrul unui eveniment care a marcat cei zece ani ai Consensului european privind ajutorul umanitar în 2017. De asemenea, acest lucru este recunoscut în mod clar în Comunicarea Comisiei privind acțiunea umanitară a UE: noi provocări, aceleași principii, care a fost adoptată în martie 2021.
În plus, protecția civilă a fost adoptată ca parte a mandatului ECHO de a asigura o mai bună cooperare și protecție în timpul dezastrelor între țările terțe și regionale și organizațiile internaționale.

## Drept primar și secundar
De la intrarea în vigoare a Tratatului de la Lisabona, acțiunea UE în domeniul ajutorului umanitar este reglementată de articolul 214 din Tratatul privind funcționarea Uniunii Europene (TFUE). Ajutorul umanitar este o competență paralelă partajată: aceasta înseamnă că UE duce o politică autonomă, care nu împiedică statele membre să își exercite competențele și nici nu face ca politica UE să fie doar „complementară” celor ale statelor membre. Tratatul de la Lisabona a introdus, pentru prima dată în tratate, ajutorul umanitar ca politică de sine stătătoare.
Astfel cum sunt definite la articolul 214 din TFUE, operațiunile UE în domeniul ajutorului umanitar sunt destinate să ofere asistență și ajutor ad hoc persoanelor din țările terțe care sunt victime ale dezastrelor naturale sau provocate de om. Articolul 214 din TFUE precizează, de asemenea, că operațiunile de ajutor umanitar ale UE trebuie să se desfășoare în conformitate cu principiile dreptului internațional și cu principiile imparțialității, neutralității și nediscriminării.
Actul de bază pe care se bazează DG ECHO pentru administrarea ajutorului umanitar acordat de UE a fost adoptat înainte de Tratatul de la Lisabona și este încă utilizat în cea mai mare parte (cu excepția unor adaptări instituționale pentru a lua în considerare intrarea în vigoare a Tratatului de la Lisabona). Regulamentul privind ajutorul umanitar din 1996 stabilește obiectivele și principiile generale ale ajutorului umanitar finanțat de UE, precum și procedurile de punere în aplicare a operațiunilor de ajutor umanitar finanțate de UE. În ceea ce privește aceste din urmă aspecte, regulamentul specifică în special categoriile de entități eligibile pentru finanțare umanitară din partea UE, făcând în același timp trimitere la Regulamentul financiar al UE în ceea ce privește majoritatea procedurilor contractuale, financiare și administrative care trebuie respectate de DG ECHO.
Competența UE în domeniul protecției civile este reglementată de articolul 196 din Tratatul privind funcționarea Uniunii Europene. UE are o competență de sprijin în domeniul protecției civile. În conformitate cu principiul subsidiarității, responsabilitatea principală de a proteja persoanele, bunurile și mediul, inclusiv patrimoniul cultural, revine statelor membre. Ca parte a reformei legislative din 2019, protecția civilă a UE a fost consolidată prin crearea rescEU. Capacitățile rescEU sunt disponibile în cadrul mecanismului de protecție civilă al UE și pot fi utilizate ca mecanism de ultim resort atunci când statele membre sunt depășite de o situație de urgență. În mai 2021, Parlamentul European și Consiliul au adoptat modificări direcționate ale legislației. Ca parte a acestei revizuiri specifice, a fost consolidat rolul de coordonare operațională și de monitorizare al Centrului de coordonare a răspunsurilor de urgență pentru dezastrele din interiorul și din afara Uniunii, precum și rolul UE în gestionarea rescEU.

## Centrul de coordonare a răspunsurilor de urgență (ERCC)

Centrul UE de coordonare a răspunsurilor de urgență

Centrul de coordonare a răspunsurilor de urgență (ERCC) coordonează furnizarea de asistență țărilor afectate de dezastre, cum ar fi produse de primă necesitate, expertiză, echipe de protecție civilă și echipamente specializate. Cu sediul la Bruxelles, Centrul asigură desfășurarea rapidă a sprijinului de urgență și acționează ca un centru de coordonare între toate statele membre ale UE, cele 10 state participante suplimentare, țara afectată și experții umanitari și de protecție civilă. Centrul funcționează 24/7 și poate ajuta orice țară din interiorul sau din afara UE afectată de un dezastru major, la cererea autorităților naționale, a unui organism al ONU sau a unei organizații internaționale relevante, cum ar fi Organizația Internațională pentru Migrație (OIM) sau Federația Internațională a Societăților de Cruce Roșie și Semilună Roșie.
Centrul asigură cooperarea și coerența acțiunii UE la nivel interinstituțional, concentrându-se asupra mecanismelor de coordonare cu Serviciul European de Acțiune Externă, Consiliul și statele membre ale UE. De asemenea, acesta acționează ca punct central de contact 24/7 atunci când este invocată clauza de solidaritate. De asemenea, furnizează instrumente de comunicare și monitorizare în caz de urgență prin intermediul Sistemului comun de comunicare și informare în caz de urgență (CECIS), o aplicație web de alertă și notificare care permite un schimb de informații în timp real.
Centrul a înlocuit și a extins funcțiile fostului Centru de monitorizare și informare (MIC), care a fost înființat în 2013 de către vicepreședintele de atunci al Comisiei, Kristalina Georgieva,  în calitate de comisar pentru cooperare internațională, ajutor umanitar și răspuns la crize.
Centrul utilizează diverse sisteme de alertă timpurie și de informare, inclusiv programul de observare a Pământului Copernicus al UE. Prin intermediul Serviciului Copernicus de gestionare a situațiilor de urgență, Centrul poate utiliza hărți prin satelit de înaltă rezoluție pentru a monitoriza evenimentele înainte ca acestea să se producă și pentru a evalua impactul lor după ce au lovit o zonă.

## Voluntarii UE pentru ajutor umanitar
EU Aid Volunteers reunește voluntari și organizații din diferite țări (de exemplu, Nepal), oferind sprijin practic pentru proiectele de ajutor umanitar și contribuind la consolidarea capacității locale și a rezilienței comunităților afectate de dezastre. Participanții la inițiativa „EU Aid Volunteers” trebuie să aibă peste 18 ani și să fie cetățeni ai unui stat membru al UE sau rezidenți pe termen lung în UE. Voluntarii primesc cheltuieli de cazare și de călătorie, asigurare, formare și dezvoltare continuă, o alocație lunară și o alocație de reinstalare pentru a-i ajuta cu cheltuielile de întoarcere acasă.
Parlamentul European a votat în favoarea acestei inițiative în februarie 2014. EU Aid Volunteers sprijină organizațiile de ajutor umanitar. Proiectele EU Aid Volunteers, gestionate de parteneri din cadrul organizațiilor cu sediul în UE și din afara UE, consolidează capacitatea organizațiilor din afara UE de a se pregăti și de a răspunde la crizele umanitare și de a-și îmbunătăți gestionarea voluntarilor. De asemenea, oferă finanțare pentru asistența tehnică acordată organizațiilor cu sediul în UE în vederea consolidării capacității lor tehnice și a respectării standardelor și procedurilor necesare pentru desfășurarea voluntarilor UE pentru ajutor umanitar.
Investiția în consolidarea capacităților organizațiilor umanitare, ale comunităților locale și ale primilor respondenți din țările afectate de dezastre este esențială pentru crearea unui răspuns umanitar mai eficient și bazat pe principii, motiv pentru care este sprijinită și în cadrul inițiativei EU Aid Volunteers. Începând cu ianuarie 2021, programul EU Aid Volunteers se află sub responsabilitatea Direcției Generale Educație, Audiovizual și Cultură (DG EAC) a Comisiei Europene și este gestionat de Agenția Executivă pentru Educație, Audiovizual și Cultură a Comisiei Europene.

## Buget

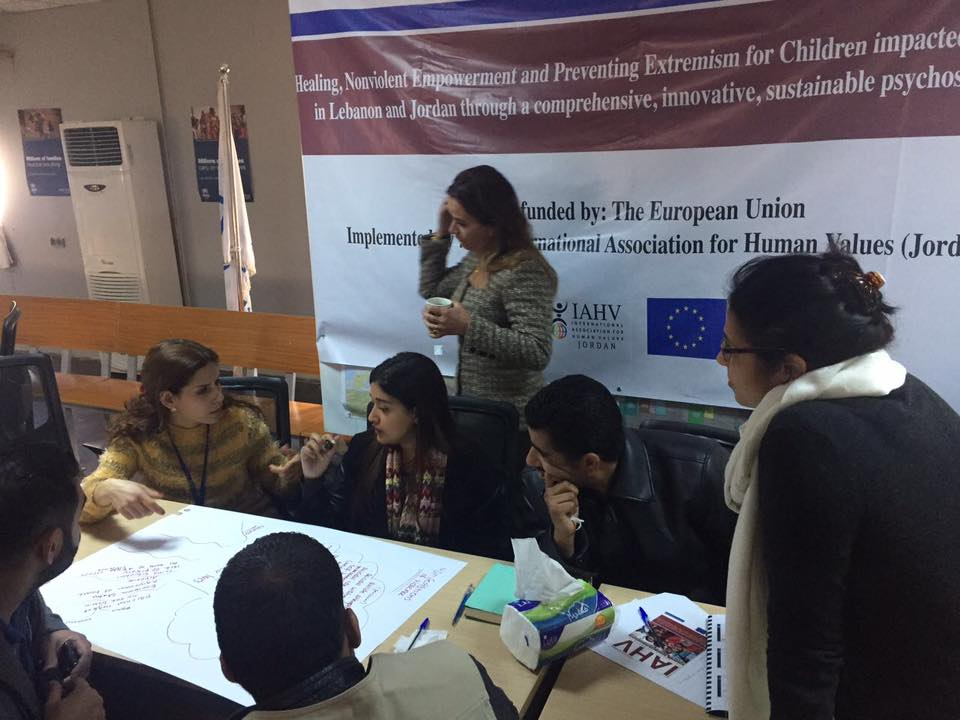
Uniunea Europeană cofinanțează asistența psihosocială oferită de IAHV, Iordania, în tabăra de refugiați Zaatari pentru refugiații sirieni.

Nevoile umanitare au continuat să crească din cauza crizelor complexe – care cauzează adesea deplasări masive de populație – precum și a dezastrelor și epidemiilor. În acest context, DG ECHO a rămas unul dintre principalii donatori umanitari, alocând 2,4 miliarde EUR pentru milioane de persoane afectate de crize în peste 80 de țări. Pentru a aborda deficitul tot mai mare de finanțare umanitară, DG ECHO a continuat să promoveze punerea în aplicare a angajamentelor din cadrul Marii Negocieri, în special în ceea ce privește evaluarea comună multi-sectorială a nevoilor.
O parte semnificativă a ajutorului umanitar al UE a fost dedicată persoanelor afectate de criză din Siria și din țările învecinate, inclusiv componenta umanitară a Facilității UE pentru refugiați din Turcia. UE s-a concentrat, de asemenea, pe sprijinirea populațiilor aflate în „crize uitate”, cum ar fi în Republica Centrafricană, Sudan, Pakistan, Columbia, Venezuela, Haiti și Filipine.
DG ECHO a jucat un rol principal în promovarea unui ajutor umanitar bazat pe principii și a respectării dreptului internațional umanitar. A făcut acest lucru prin promovarea activă a crizelor umanitare specifice, dar și la nivel global, în calitate de președinte al Grupului de sprijin pentru donatori al Comitetului Internațional al Crucii Roșii și al inițiativei „Good Humanitarian Donorship” (împreună cu Elveția).
DG ECHO finanțează și utilizează pentru abordarea sa bazată pe dovezi, indicele de risc INFORM dezvoltat de Centrul Comun de Cercetare și care devine metodologia de facto de evaluare a riscurilor pentru multe organizații precum ONU și OING. Bugetul adoptat pentru 2021 este stabilit la 1.491.512.450 EUR în angajamente pentru ajutor umanitar și 90.203.000 EUR pentru protecție civilă.

## Strategie
La 10 martie 2021, Comisia Europeană a adoptat Comunicarea „Acțiunea umanitară a UE: noi provocări, aceleași principii”. Comunicarea stabilește o serie de obiective-cheie și acțiuni-cheie pentru a răspunde nevoilor umanitare în creștere și pentru a sprijini un mediu mai favorabil pentru furnizarea de ajutor umanitar bazat pe principii.
În fiecare an, DG ECHO elaborează un set de priorități pentru a-și coordona activitățile în mod eficient și într-o abordare imparțială, bazată pe nevoi. Pentru a asigura o transparență maximă, prioritățile umanitare anuale ale departamentului sunt disponibile publicului. Pentru a stabili consecvența în alocarea resurselor către diferite țări în funcție de nevoile lor respective și pentru a garanta credibilitatea și transparența ajutorului umanitar, Comisia Europeană a dezvoltat un set de instrumente riguroase de evaluare a nevoilor.
În plus, DG ECHO caută sinergii suplimentare cu mecanismul de protecție civilă al UE pentru a se angaja și a sprijini structurile guvernamentale locale și naționale și sistemele de răspuns, inclusiv prin utilizarea unor instrumente specifice, cum ar fi misiunile de prevenire și pregătire în domeniul protecției civile.

## Reforma
Fostul comisar pentru ajutor, Louis Michel, a solicitat ca ajutorul să fie acordat mai rapid, mai eficient și pe principii umanitare.
Numirea unui nou comisar cu un portofoliu pentru cooperare internațională, ajutor umanitar și răspuns la crize corespunde articolelor 214 și 196 din Tratatul de la Lisabona, în care ajutorul umanitar și protecția civilă joacă un rol durabil. Denumirea oficială a ECHO a fost schimbată în Direcția Generală Ajutor Umanitar și Protecție Civilă. Transformarea ECHO și mutarea unității de protecție civilă de la DG Mediu la DG ECHO reprezintă un pas înainte pentru o mai bună cooperare și luare a deciziilor într-un domeniu în care reacția rapidă salvează vieți.
Clare Short⁠(d), fostul secretar britanic pentru Dezvoltare Internațională, a declarat că Comisia Europeană conduce „cea mai proastă agenție de dezvoltare din lume” și a catalogat operațiunile sale drept „revoltătoare și o rușine”. Din 2012, Comisia a elaborat un plan de acțiune și orientări privind reziliența și legătura dintre ajutorul de urgență, reabilitare și dezvoltare (LRRD).
În 2013, Comisia a adoptat o nouă legislație privind mecanismul de protecție civilă al UE, care oferă o mai bună coordonare și sprijin pentru îmbunătățirea eficacității sistemelor de prevenire, pregătire și răspuns în caz de dezastre. Legislația stabilește o rezervă voluntară de capacități și materiale de răspuns preangajate, o rețea de formare pentru primii respondenți și o nouă abordare pentru gestionarea riscurilor de dezastre din 31 de state participante.
Mecanismul de protecție civilă al UE a stabilit, de asemenea, deschiderea noului Centru de coordonare a răspunsului la situații de urgență (ERCC), un „centru” de protecție civilă pentru monitorizarea dezastrelor și consolidarea pregătirii și rezilienței țărilor predispuse la dezastre. Cele mai recente utilizări ale mecanismului de protecție civilă au avut loc în timpul inundațiilor din Bosnia și Herțegovina și Serbia în 2014 și evacuarea cetățenilor UE în timpul pandemiei de COVID-19.
În 2022, Mecanismul de consiliere științifică al Comisiei Europene a emis un aviz important privind îmbunătățirea gestionării strategice a crizelor în Uniunea Europeană. Pe lângă rezumatul dispozițiilor istorice și actuale din cadrul DG-ECHO și din alte părți, avizul recomandă „ca legislația și instrumentele existente și viitoare să fie integrate într-un cadru capabil să facă față crizelor din ce în ce mai sistemice și la scară largă într-un mod structural”.

## Raportul Parlamentului European
În 2010, Comisia pentru dezvoltare (CD) a PE a însărcinat „Overseas Development Institute” să realizeze un proiect privind eficacitatea asistenței internaționale pentru dezvoltare din partea Comisiei Europene. Proiectul s-a axat pe cazurile Cambodgia, Mozambic și Peru. Concluziile și politicile propuse pot fi rezumate după cum urmează:
1. Armonizarea și alinierea (H&A) sunt esențiale pentru capacitatea statului și ar trebui extinse de la schimbul și difuzarea de informații la creșterea activităților comune pe termen scurt.
2. Eforturile de armonizare ale donatorilor trebuie extinse pentru a include acorduri privind asistența tehnică comună și simplificarea sistemelor și procedurilor
3. Sistemele de ajutor extrem de fragmentate impun guvernului costuri de tranzacție nerezonabil de ridicate, consumă resurse valoroase și slăbesc în mod fundamental capacitatea statului.
4. Procedurile și structurile CE rămân extrem de complicate și birocratice.
5. Succesul sau eșecul cooperării depinde în mare măsură de interacțiunile individuale, de inovatorii specifici și de nivelurile de personal adecvate pentru îndeplinirea sarcinilor în cauză, dar și costurile sunt destul de ridicate.
6. Documentele de strategie națională ar putea îmbunătăți eficacitatea ajutorului, însă calitatea acestora este inegală.
7. Relațiile dintre sediul central și delegații trebuie să fie îmbunătățite.